# José Miaja
José Miaja Menant (Oviedo, 20 de abril de 1878-Ciudad de México, 13 de enero de 1958) fue un militar español, conocido por su papel durante la guerra civil española y, particularmente, en la defensa de Madrid.
Tomó parte en la guerra del Rif, durante la cual obtuvo varios ascensos y mandó varias unidades. En el transcurso de la guerra civil Miaja fue una persona clave en la defensa de Madrid, entre noviembre y diciembre de 1936, ostentando la jefatura de la Junta de Defensa. Posteriormente dirigió el Ejército del Centro y tomó parte en conocidas batallas como Jarama, Guadalajara o Brunete, y luego el Grupo de Ejércitos de la Región Central (GERC). Ello le convirtió en el jefe militar republicano de la zona Centro-Sur. En el transcurso de la contienda concentró más poder militar que ningún otro general republicano. Sin embargo, su actitud y su desempeño militar en determinados casos han generado dudas en la historiografía.
Crítico con el desenlace que la contienda tomó para la Segunda República, en marzo de 1939 apoyó el llamado golpe de Casado y aceptó presidir el Consejo Nacional de Defensa que intentó negociar, sin éxito, el fin de las hostilidades. En los últimos días de la guerra civil abandonó España y marchó al exilio, primero en Francia y, después, en México.

## Biografía

### Carrera militar
Hijo de un maestro armero en la industria armamentística de Asturias, ingresó en la Academia de Infantería de Toledo en 1896. Tras licenciarse su primer destino fue Asturias, desde donde solicitó traslado a Melilla, en 1900, cuando contaba con 22 años de edad. Intervino en la guerra de Marruecos, durante la cual destacó reorganizando la línea defensiva en Sidi Musa y en el asalto a la bayoneta de Talusit Bajo; le fue concedido el empleo de comandante de infantería por méritos de guerra. Aunque considerado hombre poco aficionado a la cultura, destacó como estudioso de la lengua árabe. Durante la Segunda República continuó con su carrera. Ascendido a general de brigada en agosto de 1932, se le confirió el mando de la 2.ª Brigada de Infantería de la I División, acuartelada en Badajoz. Posteriormente, a finales de 1933 —durante el Gobierno presidido por Diego Martínez Barrio— se le otorgó el mando de la 1.ª Brigada de Infantería de la I División Orgánica, de guarnición en Madrid.
Era considerado un militar de ideología liberal, aunque en esta época Miaja se afilió a la derechista Unión Militar Española (UME). En 1935, durante el ministerio de Gil Robles, Miaja fue destituido y enviado a Lérida, uno de los destinos alejados de la capital que se solían dar a militares que no gozaban de la plena confianza del gobierno. El motivo alegado fue una mala presentación en el desfile de sus regimientos. En febrero de 1936, al formar Gobierno Manuel Azaña, este designó ministro de la Guerra al general Masquelet, pero al estar ausente llamó a Miaja para hacerse cargo de tan importante función, aunque por poco tiempo. Miaja volvió a mandar la 1.ª Brigada de Madrid y, posteriormente, ocupó accidentalmente la jefatura de la I División Orgánica en sustitución de su anterior titular, Virgilio Cabanellas.

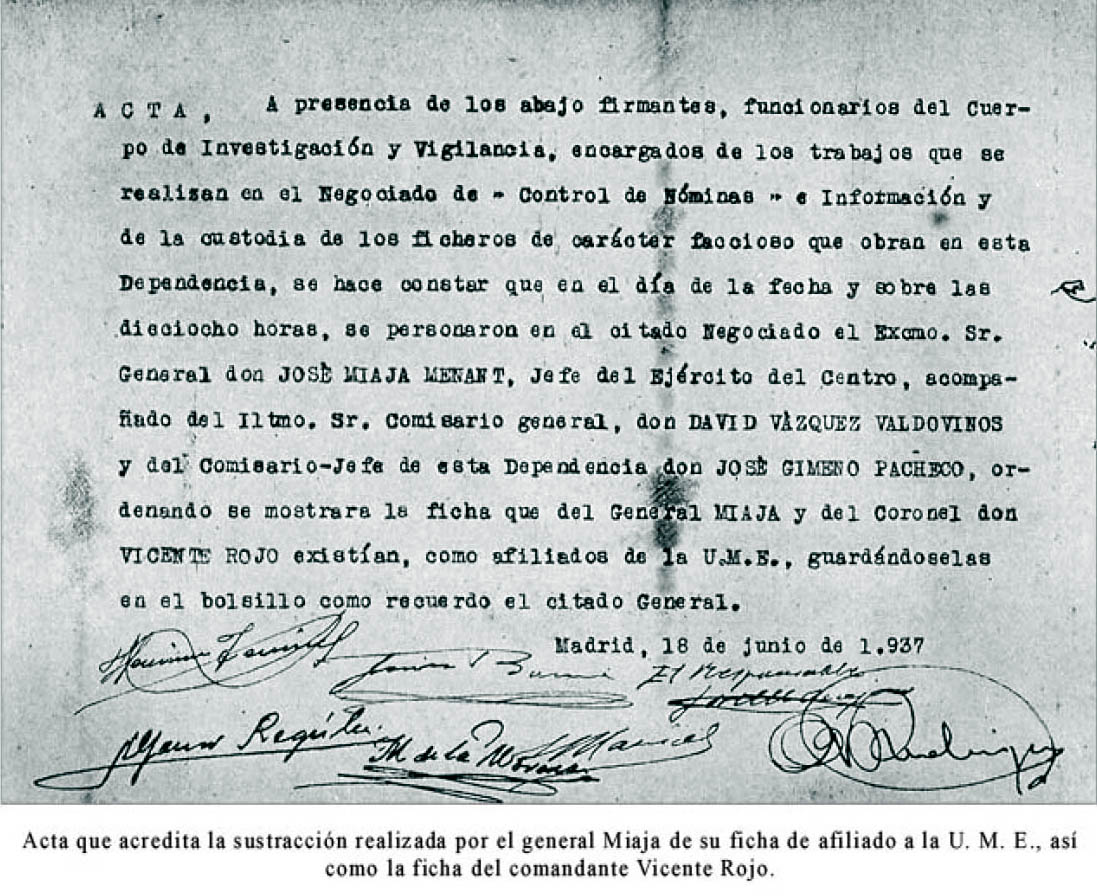
Acta de 18 de junio de 1937, signada por funcionarios del Cuerpo de Investigación y Vigilancia, encargado de los ficheros de carácter faccioso, sobre retirada de documentación por parte del general Miaja.

En estos años también destacó por su actividad en el seno de la organización juvenil Exploradores de España. En 1933 fue elegido uno de los 5 comisarios generales de la institución, como enlace con el Gobierno, Ministerios de Educación y Guerra, con 75 votos de la asamblea. Pese a las reticencias que ciertos sectores republicanos tenían respecto a esta organización —se criticó su vinculación con la monarquía borbónica—, el presidente de la República, Niceto Alcalá Zamora, aceptó en 1933 la presidencia de honor de Exploradores de España; según Francisco Armada, en esa decisión tuvo mucho que ver la influencia del general Miaja.

### La Guerra Civil

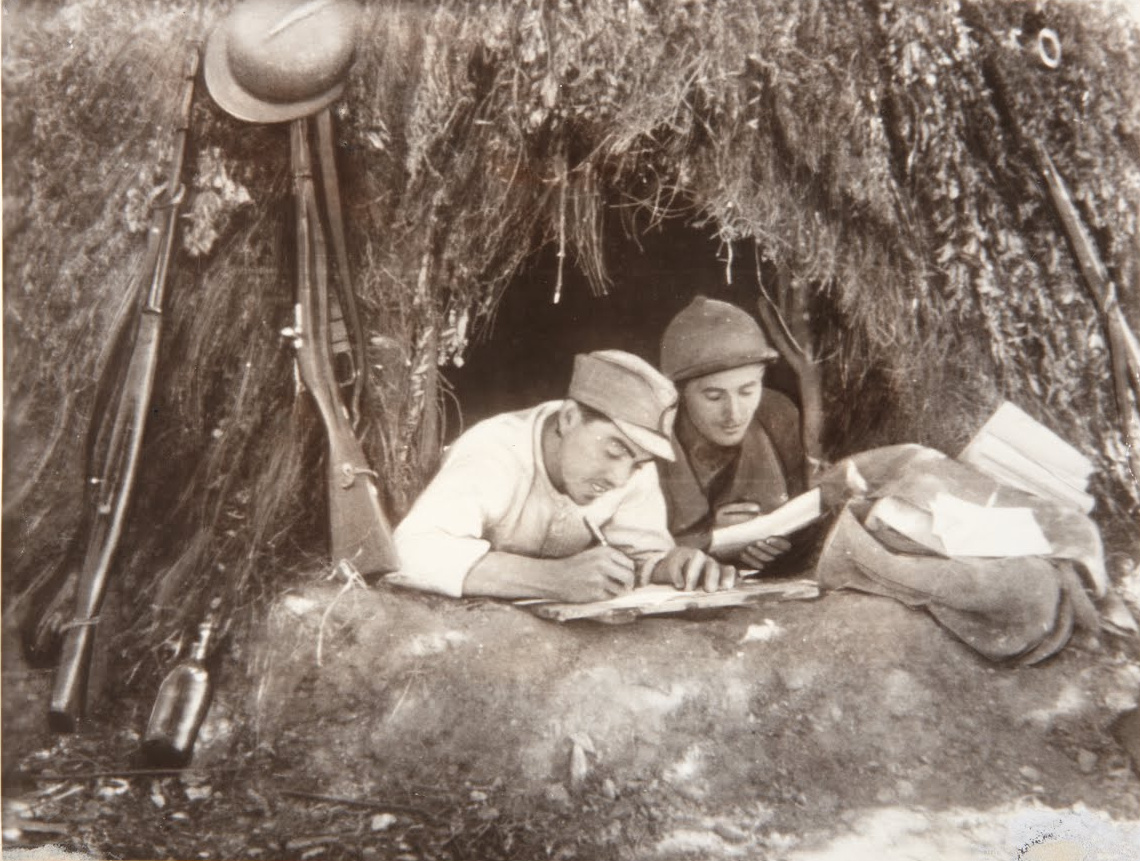
Combatientes de brigada de Miaja escribiendo cartas desde el frente.

En julio de 1936, al iniciarse la rebelión militar que desembocaría en la guerra civil española, José Miaja estaba al mando de la 1.ª Brigada de Infantería, de guarnición en Madrid. Muchos de sus subordinados formaron parte de la sublevación y él mismo, en un primer momento, no adoptó una actitud decidida, quizás pretendiendo mantener buenas relaciones tanto con los golpistas como con el gobierno republicano. Quizás influido por la desorganización de los conspiradores en Madrid, Miaja decidió permanecer leal al Gobierno, y fue designado ministro de la Guerra en el fugaz gabinete de Diego Martínez Barrio, en la madrugada del 18 al 19 de julio de 1936. Cuando José Giral formó Gobierno, Miaja declinó continuar como ministro y dimitió. El 25 de julio de 1936 fue nombrado jefe de Operaciones del Sur; partió el 28 de julio de Albacete al mando de una fuerza de 5.000 hombres con la que llegó a las puertas de Córdoba, pero vaciló y su indecisión le hizo perder un tiempo precioso que permitió la intervención de la aviación de los sublevados, por lo que sufrió una gran derrota el día 22 de agosto. La actuación de Miaja en Córdoba generó muchas dudas y sospechas en la zona republicana. Tras el fracaso fue trasladado a Valencia como gobernador militar, donde temporalmente tomó el mando de la III División Orgánica.
A finales de octubre volvió a Madrid como jefe de la Primera División Orgánica. En noviembre de 1936, al evacuar el Gobierno la capital ante la inminente llegada de las tropas franquistas, fue nombrado presidente de la Junta de Defensa de Madrid y jefe de la defensa de la capital. En aquel momento eran muchos los que pensaban que Miaja no lograría defender la capital de los legionarios y regulares marroquíes. Sin embargo, con el teniente coronel Rojo como jefe de Estado Mayor, los republicanos lograron reorganizar sus defensas y sus principales unidades en la capital. Las milicias y brigadas republicanas lograron detener al enemigo en el Manzanares tras feroces combates. Una ruptura del frente en la Ciudad Universitaria —la posteriormente denominada batalla de la Ciudad Universitaria— hizo peligrar la situación, por lo que por un momento pareció que la resistencia iba a quebrarse. Miaja visitó el frente, en el sector amenazado por los regulares marroquíes, y tras sacar su pistola, arengó a sus hombres: «¡Cobardes, volved a vuestras trincheras. Morid con vuestro general!». La arenga de Miaja logró revertir la situación en ese sector. Finalmente, la capital logró salvarse, por lo que Miaja alcanzó una gran popularidad entre el pueblo madrileño. Buena parte de esta popularidad fue producto de la propaganda comunista, de la que Miaja se aprovechó. Algunos autores señalan la presencia de Miaja en la capital como el motivo principal por el que el ejército franquista no entró en Madrid. Otros, sin embargo, consideran que el verdadero organizador de la resistencia fue Vicente Rojo. El éxito de Madrid le valdría posteriormente (en 1938) la concesión de la Placa Laureada de Madrid.
Tras el éxito militar de Madrid, Miaja pasó a mantener muy buenas relaciones con los comunistas, y algunos creen que llegó a ser miembro del PCE.

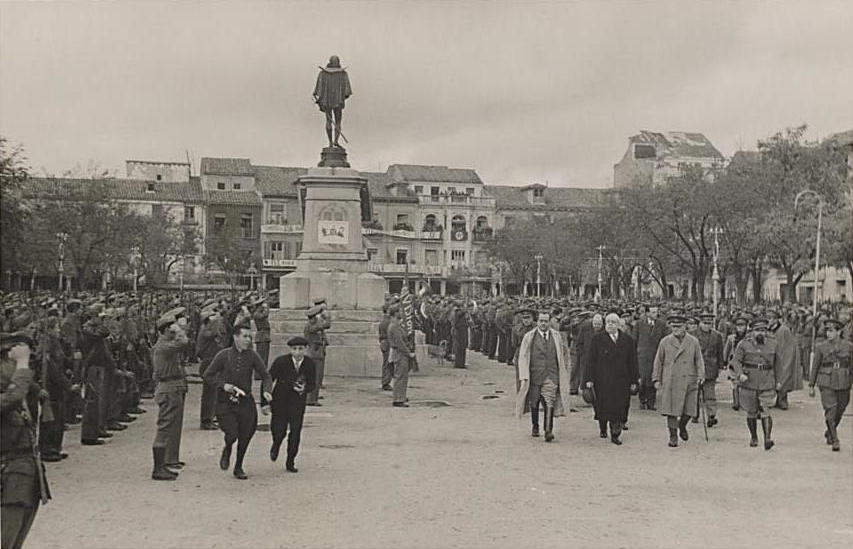
Manuel Azaña, Juan Negrín y el general Miaja visitan a las fuerzas de la 46.ª División, en Alcalá de Henares (noviembre de 1937).

En febrero de 1937 fue nombrado comandante del Ejército del Centro, en sustitución del general Pozas, al frente del cual tomó parte en las batallas de Jarama, Guadalajara y Brunete, por lo que se convirtió en uno de los militares más destacados de la zona republicana. Sin embargo, la actuación militar de Miaja volvería a tener varios aspectos polémicos: durante los combates en Brunete mostró lentitud en la toma de decisiones, especialmente cuando se produjo el contraataque franquista. Unos meses antes, durante la batalla de Jarama, Miaja ya había sostenido serias diferencias con el general Pozas en cuanto a la dirección de las operaciones.
En abril de 1937 la prensa franquista desmiente una información aparecida en United Press según la cualː  

"muchos españoles, incluso del territorio nacional, la aceptación de un gobierno militar bajo la presidencia del traidor Miaja. Agregaba el periódico que se habían hecho gestiones para llegar a este arreglo y terminar así la guerra. El corresponsal de United Press, Casares, dice que el artículo inglés fue leído y comentado irónicamente por el Generalísimo Franco, el cual dijo que era un tremendo disparate.

El 21 de abril de 1937 la prensa franquista recoge una noticia de Radio CNT según la cual Miaja habría sido víctima de un atentado, del que resultó herido de consideración en el brazo izquierdo.
Su actuación volvió a generar numerosas críticas internas en la primavera de 1938 —durante la gran ofensiva franquista en el Frente de Aragón—, cuando Miaja rechazó que tropas de su ejército fueran enviadas a este frente. No obstante, estos hechos no impidieron que continuara siendo uno de los militares republicanos más famosos. En abril de 1938 fue nombrado comandante del recién creado Grupo de Ejércitos de la Región Central, con lo que se convirtió a efectos prácticos en el jefe militar de la zona centro-sur que todavía conservaba la República tras el corte de su territorio en 2. Aunque oficialmente seguía siendo un militar fiel, a medida que la situación militar de la República fue empeorando Miaja tomó una postura cada vez más obstruccionista. En diciembre de 1938 se opuso a la realización del Plan P y, como había hecho en el pasado, se opuso a proporcionar tropas para un previsto desembarco anfibio que formaba parte de dicho plan. El jefe de Estado Mayor de Miaja, el general Manuel Matallana, fue uno de los que más oposición mostró a la realización de este plan. El fracaso de la ofensiva de Valsequillo y la caída de Cataluña ensombrecieron aún más la situación militar republicana.

### El final de la contienda
El 16 de febrero de 1939 varios altos mandos republicanos, entre los que se encontraban los generales Escobar, Matallana, Menéndez, Moriones, Casado y el propio Miaja, se reunieron con el jefe de Gobierno, el presidente Negrín, en el aeródromo de Los Llanos. Durante el encuentro algunos militares expusieron abiertamente la necesidad de poner fin a la contienda. Para sorpresa de los asistentes, Miaja fue de los que argumentó la necesidad de seguir resistiendo a ultranza.
Esta actitud, sin embargo, contrastaba con las veleidades políticas de Miaja, que era conocedor de varias conspiraciones militares contra el gobierno y no informó de ellas. Negrín tampoco tenía plena confianza en Miaja, puesto que entonces ya consideraba la disolución del GERC y que los Ejércitos de la zona central pasaran a depender de él directamente. Eso no impidió que a finales de febrero Miaja fuera ascendido por el gobierno a teniente general, a pesar de que ese rango había sido suprimido por la República en 1931. Como otros militares conservadores, Miaja en realidad consideraba que la negativa de Franco a aceptar negociaciones se debía a la participación comunista en el gobierno, por lo que no dudó en secundar el golpe de Estado contra el gobierno de Negrín, encabezado por el coronel Casado. El 5 de marzo, Miaja aceptó la oferta de presidir el llamado Consejo Nacional de Defensa que desplazó por la fuerza al gobierno de Negrín, aunque de facto no llegó a ejercer la presidencia. A pesar de las conversaciones en curso, tras unas semanas se hizo evidente que Francisco Franco no iba a aceptar una capitulación y exigía la rendición incondicional. El 25 de marzo los franquistas rompieron las negociaciones y anunciaron que lanzarían una ofensiva contra las líneas republicanas.

### Exilio
Ante el hundimiento de la república Miaja partió al exilio. El 29 de marzo abandonó España despegando del aeródromo de Rabasa (Alicante) acompañado por sus ayudantes de campo, el teniente coronel José Pérez Martínez y el comandante de aviación Mario Páramo Roldán, y su sobrino y secretario particular, Fernando Rodríguez Miaja, rumbo a Orán. Después marchó a Francia y, finalmente, a México. Durante una previa estancia en Cuba, recibió un telegrama del presidente Lázaro Cárdenas para invitarlo a México con su familia. En su salida de España le acompañaron su esposa y sus hijos. Su hijo José había pasado toda la contienda bajo custodia de los franquistas, aunque el 9 de marzo de 1939 fue canjeado por Miguel Primo de Rivera, hermano del fundador de Falange.
El régimen franquista aplicó a Miaja la Ley de Responsabilidades Políticas y recibió una severa sentencia que incluyó la confiscación de sus propiedades en el Marruecos español. La represión también alcanzó a su esposa, que fue sancionada con una multa de 1 millón de pesetas. Tras recibir facilidades del Gobierno mexicano, Miaja salió de Francia en barco, vía La Rochela, el 21 de abril de 1939. A su llegada a México recibió una calurosa bienvenida de las autoridades mexicanas, que incluía a funcionarios y oficiales del Ejército. Durante su exilio mexicano impartió algunas charlas y formó parte de la organización Acción Republicana Española (ARE), de la que fue miembro de su Junta Central junto a otros antiguos militares y políticos republicanos. En 1943, acompañando a Martínez Barrio, realizó una gira por varios países latinoamericanos para difundir la labor de la ARE. Miaja falleció en Ciudad de México el 14 de enero de 1958, a la edad de 79 años.

## Legado
Si bien José Miaja sigue constituyendo una de las principales figuras militares de la Guerra Civil, con el paso del tiempo su reputación ha experimentado algunos altibajos. Considerado en el plano personal como una persona de carácter jovial y campechano, durante algún tiempo adoptó el vegetarianismo, algo poco habitual entre la oficialidad del Ejército español de la época. Para Helen Graham constituye un militar de la vieja escuela, conservador y con ciertas limitaciones políticas y militares. Michael Alpert indica que fue un «leal geográfico» —es decir, que se mantuvo leal a la Segunda República por encontrarse en zona republicana cuando le sorprendió el estallido de la contienda—, al tiempo que señala que su actuación durante la guerra estuvo muy influida por el hecho de que su familia se encontraba presa en la zona franquista. Hugh Thomas lo describe como una persona locuaz, simpática, tranquila e indolente, aunque también como vanidoso e incompetente.
Entre sus contemporáneos hay opiniones diversas. Aunque en su época no tenía la consideración de monárquico, tras la proclamación de la Segunda República hubo militares que le oyeron hablar nostálgicamente de los «viejos tiempos» bajo la monarquía. El líder de la conspiración militar contra la República, el general Emilio Mola, no tenía mala opinión de él y llegó a afirmar antes de la guerra: «Pese a lo que digo de Miaja, no tengo mal concepto de él y me resisto por ello a creer las malas cualidades que generalmente se le atribuyen». Ya iniciada la contienda, el luego presidente del gobierno Juan Negrín, si bien reconoció el carisma de Miaja y su capacidad de liderazgo durante el asedio de Madrid, criticó su capacidad militar y llegó a decir de él: «no sabe por dónde va el frente, no le caben en la cabeza más de 4 soldados». El que fue su ayudante durante la defensa de Madrid, Vicente Rojo, lo describiría posteriormente como un comandante mediocre aunque a su vez remarcó su coraje y tenacidad. En el campo contrario, el general Gonzalo Queipo de Llano lo despreciaba públicamente y en una ocasión lo llegó a calificar de «pobre viejo cobarde».
El general Manuel Matallana lo describe como un títere de la Quinta Columna franquista en la fase final de la guerra, como afirmó en declaración jurada ante los vencedores el 2 de abril de 1939:

Las adulaciones nos lo hicieron completamente nuestro. Para paralizar la actividad de los frentes lo empujábamos hacia las distracciones y festejos. Bebía bastante y esto también nos favorecía. (...) La envidia que sentía por el general Rojo fue hábilmente explotada para separarlos y enfrentarlos, no en el círculo de las relaciones amistosas, sino en el de las cuestiones militares y de amor propio. El general Miaja se avenía mal a que su antiguo subordinado le diera órdenes. Obtener una negativa al cumplimiento de ellas era empresa fácil. En casi todas las operaciones que se realizaron en la zona central desde mayo del año 1937, excepto las últimas de Extremadura, siempre tuvo que venir el general Rojo, debido a las dificultades que le ponían.

## Condecoraciones
- Caballero Gran Cruz de la Orden de San Hermenegildo
- Placa Laureada de Madrid

### Pie de página
1. ↑  «José Miaja Menant | Real Academia de la Historia». dbe.rah.es. Consultado el 30 de octubre de 2023.
2. ↑  Engel, 1999, p. 173.
3. ↑  Thomas, 1976, pp. 437-438.
4. ↑  Alpert, 2013, p. 99.
5. ↑  Casas de la Vega, 1998, p. 273.
6. 1 2  Casas de la Vega, 1998, p. 21.
7. 1 2 3  Payne, 1967, p. 320.
8. 1 2  Payne, 1967, p. 304.
9. 1 2  Ribeiro De Meneses, 2001, p. 132.
10. ↑  Bolloten, 1991, pp. 291-292.
11. ↑  López Fernández, 1975, p. 27.
12. ↑  Urquijo y Goitia, 2008, p. 383.
13. ↑  Reig Tapia, 1990, p. 79.
14. ↑  Ministeria de Justicia (1943). «V. Ejército Rojo». La Dominación Roja en España. Causa General. Editorial: Madrid, MINISTERIO DE JUSTICIA.
15. ↑  Antoni Serra i Garcia, Història de l'escoltisme català, Editorial Bruguera, 1968, p. 16.
16. ↑  López Lacárcel, 2012, p. 113.
17. ↑  Armada Muñoz, 2009, p. 10.
18. 1 2 3  Payne, 1967, p. 348.
19. ↑  Preston, 2006, p. 111.
20. ↑  Beevor, 2006, pp. 171-185.
21. ↑  Alpert, 2013, p. 101.
22. ↑  Casas de la Vega, 1998, p. 315.
23. ↑  Alpert, 2013, p. 25.
24. ↑  Thomas, 1976, p. 376.
25. ↑  Bolloten, 1991, p. 292.
26. ↑  Ruiz-Manjón, 1990, p. 605.
27. ↑  Alpert, 2013, p. 61.
28. 1 2 3  Seidman, 2002, p. 58.
29. ↑  Alpert, 2013, p. 96.
30. ↑  Matesanz, 1999, p. 143.
31. ↑  Bolloten, 1991, pp. 292-293.
32. ↑  Casanova, 2010, p. 306.
33. ↑  Romero Salvadó, 2013, p. 286.
34. ↑  Bolloten, 1991, pp. 294.
35. ↑  Beevor, 2006, p. 278-279.
36. ↑  Thomas, 1976, p. 771.
37. ↑  Thomas, 1976, p. 637.
38. ↑  Es desmentida rotundamente por el corresponsal de United Press en España, en el diario Guion, 17 de abril de 1937, pág. 3.
39. ↑  Radio CNT de Barcelona confirma el atentado contra Miajas. Resulta herido de consideración en el brazo izquierdo, en el diario Guion, 21 de abril de 1937, pág. 1.
40. ↑  Alpert, 2013, p. 105.
41. ↑  Alpert, 2013, p. 239.
42. ↑  Alpert, 2013, p. 311.
43. ↑  Thomas, 1976, p. 932.
44. ↑  Thomas, 1976, p. 932n.
45. ↑  Bahamonde y Cervera, 1999, pp. 321–323, 358.
46. ↑  Thomas, 1976, p. 958.
47. ↑  Alpert, 2013, p. 287.
48. ↑  Thomas, 1976, p. 970.
49. ↑  Thomas, 2001, pp. 754-755.
50. ↑  Alper, 2013, p. 106.
51. ↑  Bahamonde y Cervera, 1999, pp. 460-46.
52. ↑  Rodríguez Miaja, Fernando, El final de la guerra civil. Al lado del general Miaja, Ed. Marcial Pons, 2015, p, 31.
53. ↑  Beevor, 2006, p. 412.
54. ↑  Adolfo Gilly, Mario Ojeda Revah, Miguel Ángel Echegaray, Francisco Montellano (ed.), Lázaro Cárdenas: iconografía, Turner (ed.), 2006, ISBN 8475067425 p. 144.
55. 1 2  Matesanz, 1999, p. 391.
56. ↑  Gil Pecharromán, 2003, p. 478.
57. 1 2 3 4  Alpert, 2013, p. 106.
58. ↑  Matesanz, 1999, pp. 390-400.
59. ↑  Heine, 1983, pp. 138-139.
60. ↑  Heine, 1983, p. 141-142.
61. ↑  Hernández de León, 2003, p. 212.
62. ↑  Alpert, 1989, p. 109.
63. ↑  Alpert, 2013, p. 103.
64. ↑  Alpert, 2013, pp. 99-100.
65. ↑  Graham, 2002, p. 172.
66. ↑  Thomas, 1976, p. 523.
67. ↑  Alpert, 2013, p. 100.
68. ↑  Alpert, 2013, p. 102.
69. ↑  Kurzman, 1980, p. 287.
70. ↑  Cabanellas, 1975, p. 689.
71. ↑  Bahamonde, Ángel (2014). Madrid, 1939. La conjura del coronel Casado. Cátedra. p. 91-95. ISBN 978-84-376-3267-4.